# ثقافة القهوة

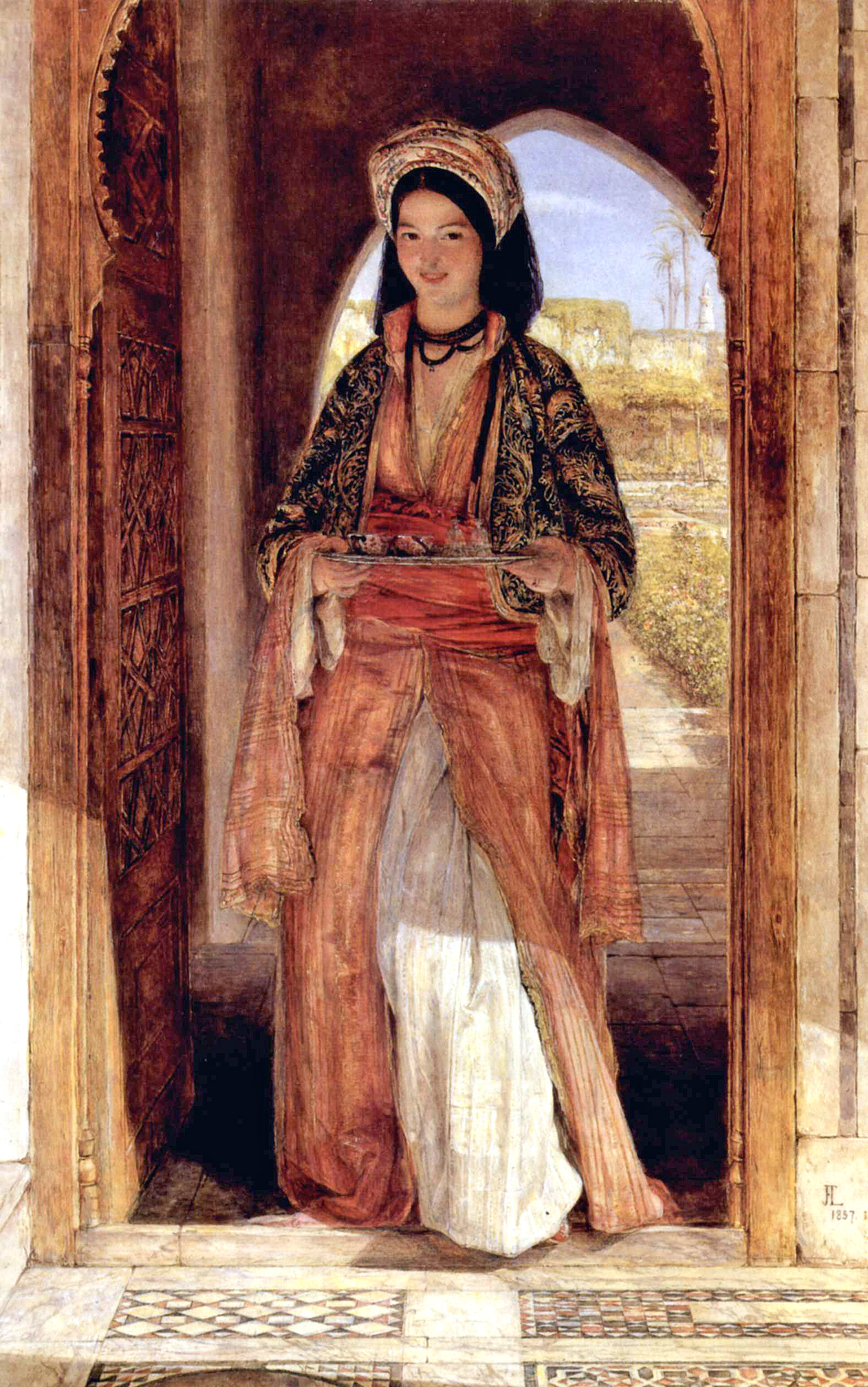
A حاملة القهوة في القاهرة أيام العثمانيين، مصر في عام 1857..

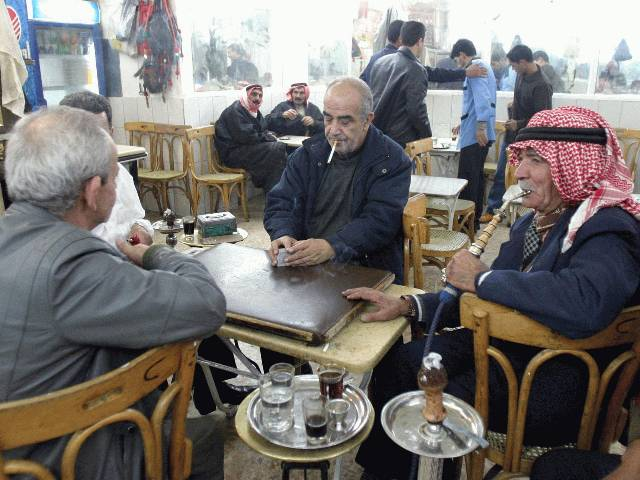
مقهى في دمشق.

ثقافة القهوة (بالإنجليزية: Coffee culture)‏ يصف أجواء اجتماعية أو مجموعة من السلوكيات الاجتماعية المرتبطة بها والتي تعتمد اعتمادا كبيرا على القهوة، وخاصة باعتبارها مشروبات اجتماعية. هذا المصطلح يشير أيضا إلى نشر واعتماد القهوة منبِّهًا مستهلَكًا على نطاق واسع من جانب الثقافة. في أواخر القرن 20، أصبحت الاسبريسو النموذج المهيمن على نحو متزايد في ثقافة القهوة خاصة في العالم الغربي والمراكز الحضرية حول العالم.
تشكلت ثقافة القهوة حول القهوة والمقاهي يعود إلى القرن الرابع عشر في تركيا. حيث كانت المقاهي في أوروبا الغربية وشرق البحر الأبيض المتوسط مراكز اجتماعية تقليدية، وكذلك المراكز الفنية والفكرية. في أواخر القرنيين السابع والثامن عشر أصبحت المقاهي في لندن أماكن شعبية للقاء الفنانين والكتاب، والشخصيات الاجتماعية وكانت أيضا مركزا لنشاط السياسي والتجاري.
في الولايات المتحدة بصفة خاصة، كثيرا ما يستخدم هذا المصطلح للدلالة على مئات المقاهي في المنطقة الحضرية سياتل،  وانتشار الامتيازات للشركات مثل ستاربكس أنحاء الولايات المتحدة. نمط ثقافة القهوة يختلف حسب البلد، حيث أصبحت جوانب أخرى من ثقافة القهوة تشمل وجود حرية الوصول إلى شبكة الإنترنت اللاسلكية للزبائن، الين الكثير منهم قام بأعمال تجارية لساعات طويلة بشكل منتظم. في هه المقاهي. وفي بلاد أخرى تجدهم يلعبون النرد أو ورق الشدة أثناء تواجدهم في المقاهي.
أصبح من المألوف رؤية العديد من مقاهي الإسبرسو على مسافة قريبة من بعضها البعض أو على زوايا التقاطع نفسه في الكثير من المراكز الحضرية في مختلف أنحاء العالم، وعادة ما تكون مواقف السيارات قد فاضت من أعداد الزبائن المتوقفين لأخ بعضا من القهوة. كما يستخدم مصطلح ثقافة القهوة بشكل متكرر في وسائل الاعلام الشعبية وبين رجال الأعمال لوصف الأثر البالغ في اختراق أسواق القهوة بطريقة تخدم المؤسسات.